# کودتای ۱۹۹۵ آذربایجان
کودتای آذربایجان در سال ۱۹۹۵ میلادی که به کودتای ترکیه در باکو نیز معروف است،  اقدام برای کودتا توسط اعضای ارتش آذربایجان به رهبری سرهنگ روشن جوادف در راس یک گروه از پلیس‌های یگان ویژه بود که به واحد OPON تعلق داشتند. هدف این گروه چنین بود که کنترل کشور را از دست رئیس‌جمهور حیدر علیف بگیرند و ابوالفضل ایلچی‌بیگ رئیس‌جمهور سابق را دوباره به قدرت برسانند. این کودتا زمانی خنثی شد که سلیمان دمیرل، رئیس‌جمهور ترکیه از عناصری در ترکیه که از این توطئه حمایت می‌کردند مطلع شد و با علیف تماس گرفت تا به او هشدار دهد. در ۱۷ مارس ۱۹۹۵، یگان‌های نیروهای مسلح آذربایجان اردوگاه شورشیان را محاصره کردند و به آن حمله نموده و سرهنگ جوادُف را کشتند. گزارش‌ها در ترکیه پس از رسوایی سوسورلوک در سال ۱۹۹۶ حاکی از حمایت برخی سیاستمداران ترکیه از کودتا بود.

## وقایع
در ۱۲ دسامبر ۱۹۹۴ تیمی متشکل از کورکوت اکن (سازمان اطلاعات ملی ترکیه، MİT)، ابراهیم شاهین و آیهان چارکین (اداره عملیات ویژه پلیس) و عبدالله چاتلی (قاتل قراردادی) از ترکیه به آذربایجان سفر کردند تا آموزش ببینند. این واحد متشکل از ۶۰ افسر پلیس OMON بود که برای کودتا آماده می‌شدند. آن‌ها توسط روشن جوادف فرماندهی می‌شدند که یک نظامی گریخته از ک‌گ‌ب به سیا بود. او کودتای نافرجام را هدایت می‌کرد. KGB/ FSB و CIA از نزدیک وقایع را زیر نظر داشتند.
به نوشته روزنامه ینی شفق، این کودتا توسط سرهنگ ترکیه ای نکابتین ارگنکون هدایت شد، در حالی که گفته می‌شود وی فرمانده هنگ ژاندارمری آدیامان بود. با این حال، روزنامه‌های دیگر گزارش می‌دهند که او در سال ۱۹۸۲ از فرماندهی حکومت نظامی آدیامان بازنشسته شده بود. ینی شفق همچنین مدعی شد که ایلچی‌بیگ با ژنرال ترک ولی کوچوک ارتباط داشت.
این کودتا پس از آن خنثی شد که میت (اطلاعات ترکیه) در ۱۰ مارس ۱۹۹۵ به سلیمان دمیرل رئیس‌جمهور این کشور اطلاع داد و او با علیف تماس گرفت و او را در جریان قرار داد. در ۱۷ مارس ۱۹۹۵، یگان‌های نیروهای مسلح آذربایجان شورشیان را در اردوگاه خود محاصره کردند و حمله کردند و جوادف را کشتند.